# 194 mm TAz Mle. 1870/93 ALVF
Il Canon de 194 mm Tous Azimuth Modéle 1870/93 de l'Artillerie Lourde sur Voie Ferrée o 194 mm TAz Mle. 1870/93 ALVF era un cannone ferroviario francese impiegato nella prima e seconda guerra mondiale.

## Storia

La torre di un 194/29 del Regio Esercito

L'obice da costa francese da 194 mm C Mle 1870/93, fino agli anni precedenti alla Grande Guerra, equipaggiava le batterie costiere metropolitane e delle colonie, incavalcato sugli affusti da costa Mle. 1886 a pivot centrale ed a pivot anteriore,
Allo scoppio della guerra, l'Esercito francese era a corto di pezzi di grosso calibro, così i cannoni da 194 furono rimossi dalle installazioni costiere e trasformati in cannoni ferroviari. Già nel 1915 entrarono in servizio i primi cannoni, installati su carro-affusto Schneider con torre "Tous Azimuth" (o "TAz"), ovvero a brandeggio totale.
Questi cannoni erano ancora in servizio allo scoppio della seconda guerra mondiale: 24 vennero mobilitati, mentre altri 8 furono lasciati in riserva. Dopo la resa della Francia, tre 194 mm TAz Mle. 1870/93 ALVF di preda bellica furono immessi in servizio dalla Wehrmacht, con la denominazione 19,4 cm Kanone (Eisenbahnlafette) 486 (französische), ovvero nella nomenclatura tedesca "cannone (su affusto ferroviario) calibro 19,4 centimetri modello 486 (francese)": andarono ad armare in postazione fissa il Vallo Atlantico.
Il Regno d'Italia, con l'armistizio di Villa Incisa, ricevette 12 cannoni, con la denominazione "cannone da 194/29 Mod. 70/93"; questi treni armati del Regio Esercito furono assegnati alla difesa costiera, alle dipendenze dei corpi d'armata. Entrarono in azione solo il 13 marzo 1944 con l'Esercito Cobelligerante Italiano nella battaglia di Montelungo, durante la guerra di liberazione.

## Tecnica

Due cannoni da 194/29 del Regio Esercito in azione a Mignano Monte Lungo.

Il cannone aveva una canna in acciaio con tre ordini di cerchiatura, lunga 30,3 calibri, con otturatore a vite interrotta tipo de Bange. La bocca da fuoco era incavalcata su un affusto rigido, scorrevole sulle lisce del sotto-affusto.
Il carro-affusto Schneider era costituito da un carro ferroviario al cui centro era installata una torre blindata, sulla quale era imbullonato il sotto-affusto a lisce. La torre brandeggiava su 360° (a "Tutto Azimuth" appunto) e questo offriva un notevole vantaggio rispetto agli altri cannoni ferroviari, manovrabili solitamente solo in elevazione, che necessitava quindi, per il puntamento in azimuth, della realizzazione di tratti di ferrovia curvi. La parte anteriore e quella posteriore del carro erano occupate da due casematte blindate, che fungevano da riservette per le munizioni e da locali per i serventi. Durante il fuoco, il carro era stabilizzato sulla massicciata da quattro martinetti manuali.
Nei pezzi di preda bellica utilizzati dal Regio Esercito italiano la blindatura della torre era stata parzialmente rimossa, ridotta al solo parapetto. I carri ceduti ai tedeschi furono smantellati e le torri furono installate in postazione fissa nelle opere del Vallo Atlantico.